# Ernst Toch
Ernst Toch (7. december 1887 i Wien, Østrig – 1. oktober 1964 i Los Angeles, USA) var en østrigsk komponist af jødisk herkomst.
Toch har skrevet en del orkester-værker, herunder syv symfonier, to klaverkoncerter, en cello-koncert og en del kammermusik. 
Han komponerede i en moderne stil.
Grundet nazismens indtog i Østrig emigrerede han i 1935 til USA, hvor han i 1935–1945 komponerede musik til Hollywoods film.

## Udvalgte værker
- Symfoni nr. 1 (1950) - for orkester
- Symfoni nr. 2 (1951) - for orkester
- Symfoni nr. 3 (1955) - for orkester
- Symfoni nr. 4 (1957) - for orkester
- Symfoni nr. 5 "Jephta" (1963) (Rapsodisk digt) - for orkester
- Symfoni nr. 6 (1963) - for orkester
- Symfoni nr. 7 (1964) - for orkester
- Sinfonietta (1964) - for blæserinstrumenter og slagtøj